# Thomas Mack
Pour les articles homonymes, voir Mack.

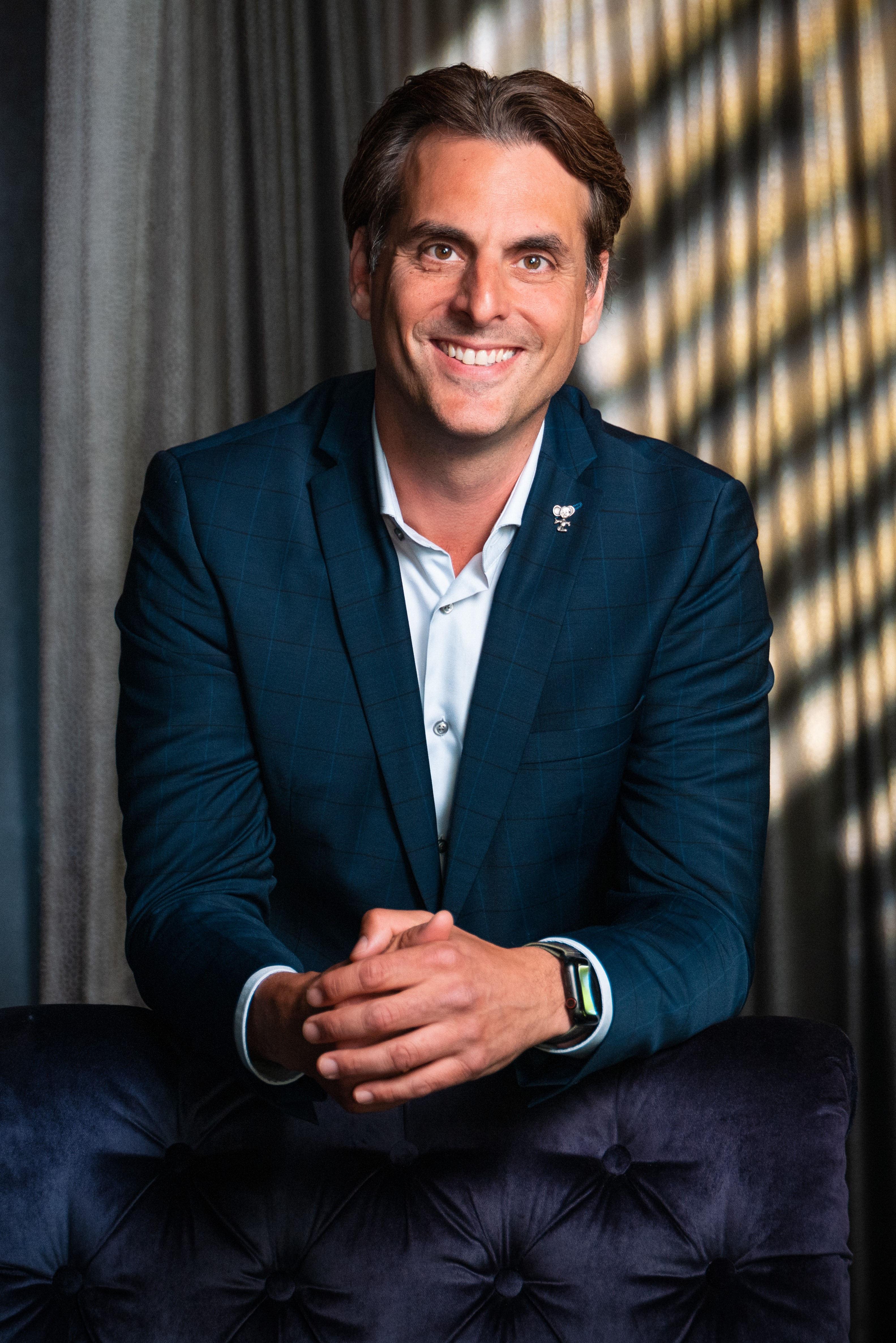
Thomas Mack (2023).

Thomas Mack (né le 4 janvier 1981 à Lahr) est un restaurateur et hôtelier allemand, propriétaire du plus grand complexe hôtelier d'Allemagne,.

## Carrière
Fils de Roland Mack, Thomas Mack a rejoint Europa-Park à Rust en 2007 en tant qu'agent agréé, et est devenu directeur général de la gastronomie et du marketing en mai 2016. Il est responsable des hôtels, de la gastronomie et du divertissement à Europa-Park. Le premier grand projet d'Europa-Park, dans lequel Thomas Mack a joué un rôle clé, a été l'hôtel quatre étoiles Bell Rock. Le restaurant de luxe deux étoiles Ammolite - The Lighthouse Restaurant (chef cuisinier Peter Hagen-Wiest) et l'hôtel quatre étoiles Krønasår avec 1 300 lits ont également été créés sous la responsabilité de Thomas Mack. Il est également responsable du développement du parc aquatique adjacent Rulantica, qui a ouvert ses portes en 2019. En 2021, la publication allemande Handelszeitung a rapporté que Thomas prévoyait un nouveau concept de restauration événementielle avec Eatrenalin, dans lequel la nourriture et les médias virtuels devaient être combinés. Le premier restaurant Eatrenalin a ouvert ses portes à Rust le 4 novembre 2022.

## Vie personnelle
Thomas Mack est le deuxième fils de Roland Mack et de Marianne Mack. Il a un frère aîné, Michael Mack, et une sœur cadette, Ann-Kathrin Mack. Ils ont grandi à Europa-Park. Thomas a fréquenté l'école primaire de Rust et a passé son baccalauréat au lycée d'Ettenheim. De 2001 à 2006, il a étudié à l'école hôtelière de Lucerne. Il a terminé ses études en tant qu'hôtelier diplômé.
Thomas Mack est marié depuis 2013 et a deux enfants avec sa femme.

## Distinctions
L'Allgemeine Hotel- und Gastronomie-Zeitung, publié par le groupe de médias dfv, a nommé Thomas Mack "Hôtelier de l'année" en 2020. Il a été nommé "Restaurateur à succès de l'année" lors des "Fizzz Awards 2020",.